# Падающая женщина
«Падающая женщина» (англ. The Falling Woman) — фантастический психологический роман Пэт Мёрфи, изданный в 1986 году.

## Сюжет
Элизабет Батлер — археолог, автор нескольких популярных книг, которая бросает вызов коллегам своими соображениями о цивилизации Майя. Элизабет имеет необычный дар, связанный с попыткой суицида в молодости, благодаря которому она способна видеть духи древних людей. История начинается в середине восьми недельной археологической практики в древнем городе Цибильчальтун. Ее команда надеется найти экспонаты, которые будут вызывать интерес и увеличат финансирование будущих полевых исследований этого древнего города.
Во время полевых исследований взрослая дочь Элизабет, Диана, внезапно исчезает. После смерти своего отца, бывшего мужа Элизабет, Диана внезапно оставляет свою жизнь в США и вылетает в Мексику, чтобы увидеть мать. Выясняется, что Диана видела Элизабет лишь в течение нескольких коротких встреч, по той причине, что Элизабет оставила ее маленькой девочкой, воспитанием которой занимался исключительно отец.
После состоявшейся встречи Элизабет видит новое видение: один из духов-визитеров, ка именно жрица племени Майя по имени Зугуй-Как хочет увидеться и поговорить с Элизабет. Жрица предоставляет Элизабет бесценные знания об уходе майя из Цибильчальтуна, и приводит ее к важнейшим археологическим находкам, но взамен за это требует жертвоприношения для богини Иш-Чель.
В дальнейшем при раскопках ученых начинают преследовать несчастные случаи и трагедии, таким образом Зугуй-Как дает понять Элизабет, что она должна пожертвовать собственной дочерью в угоду древней богине Майя.

## Награды
- Премия «Небьюла» за лучший роман 1987 года[3].